# Саммит (тауншип, округ Стил, Миннесота)
Саммит (англ. Summit) — тауншип в округе Стил, Миннесота, США. На 2000 год его население составило 515 человек.

## География
По данным Бюро переписи населения США площадь тауншипа составляет 93,1 км², из которых 93,0 км² занимает суша, а 0,1 км² — вода (0,08 %).

## Демография
По данным переписи населения 2000 года здесь находились 515 человек, 175 домохозяйств и 145 семей.  Плотность населения —  5,5 чел./км².  На территории тауншипа расположено 180 построек со средней плотностью 1,9 построек на один квадратный километр. Расовый состав населения: 99,61 % белых, 0,19 % азиатов и 0,19 % приходится на две или более других рас.
Из 175 домохозяйств в 40,0 % воспитывались дети до 18 лет, в 74,3 % проживали супружеские пары, в 6,3 % проживали незамужние женщины и в 16,6 % домохозяйств проживали несемейные люди. 14,3 % домохозяйств состояли из одного человека, при том 5,7 % из — одиноких пожилых людей старше 65 лет. Средний размер домохозяйства — 2,94, а семьи — 3,25 человека.
30,5 % населения — младше 18 лет, 6,2 % — в возрасте от 18 до 24 лет, 26,6 % — от 25 до 44, 24,3 % — от 45 до 64, и 12,4 % — старше 65 лет. Средний возраст — 37 лет. На каждые 100 женщин приходилось 103,6 мужчин.  На каждые 100 женщин старше 18 приходилось 108,1 мужчин.
Средний годовой доход домохозяйства составлял 38 958 долларов, а средний годовой доход семьи —  39 896 долларов. Средний доход мужчин —  29 063  доллара, в то время как у женщин — 23 375. Доход на душу населения составил 14 977 долларов. За чертой бедности находились 8,8 % семей и 9,3 % всего населения тауншипа, из которых 11,3 % младше 18 и 18,6 % старше 65 лет.